# The Peoples Voice
The People's Voice (прежние названия — News Punch и  Your News Wire) — сайт фейковых новостей с редакцией в Лос-Анджелесе. Сайт был создан в 2014 году под названием Your News Wire (yournewswire.com), основатели — Шон Адл-Табатабаи и его муж Синклер Тредуэй. В ноябре 2018 года сайт был переименован в NewsPunch.
В ноябре 2020 года Your News Wire был возрождён как отдельный вебсайт, публикующий фальшивки, подобные публикуемым в NewsPunch.
В отчете BuzzFeed за 2017 год NewsPunch был назван вторым по величине источником популярных фальшивых новостей, распространявшихся на Facebook в том году,  а анализ Poynter, проведенный в июне 2018 года, показал, что в 2017 и 2018 годах NewsPunch был развенчан более 80 раз аккредитованными Poynter фактчекерами, такими как как Snopes, FactCheck.org, PolitiFact и Associated Press.
Рабочая группа East StratCom Европейского Союза раскритиковала NewsPunch за распространение российской пропаганды, однако Адл-Табатабаи отверг это обвинение.
Среди постоянных авторов издания — Адл-Табатабай, бывший сотрудник BBC и MTV из Лондона, ранее работавший у создателя теорий заговоров Дэвида Айка, Кэрол Адл (мать Адл-Табатабая), практикующая альтернативную медицину, и Дмитрий Бакстер, который ранее представлялся якобы жителем Латвии и использовал в своём профиле чужую фотографию (англ. «Another prolific writer on the site goes by the name of Baxter Dmitry. The photograph next to the author's name was in fact that of a Latvian computer programmer, who told The Sunday Times he was not Dmitry and his identity had been stolen.»).

## Фейковые новости сайта
На Your News Wire, NewsPunch и The People's Voice были опубликованы многие популярные фейковые сюжеты.
- Статьи, продвигающие развенчанную теорию заговора Пиццагейт (англ. Pizzagate)[16][17]. Этот сайт был одним из первых, пропагандирующих Пиццагейт, опубликовав фальсифицированную историю, которая позже была использована в качестве основы для вирусного распространения альтернативными правыми[18].
- Утверждения о том, что в 2017 году стрельба в Лас-Вегасе и взрывы на Манчестер-Арене якобы были операциями американских спецслужб[19][20].
- Антивакцинаторские фейки, в которых утверждается, что Билл Гейтс якобы отказался вакцинировать своих детей[21] и якобы «признал, что прививки созданы для того, чтобы правительства могли обезлюдить мир»[22].
- Утверждения о том, что победа Хиллари Клинтон на президентских выборах в США в 2016 году якобы стала результатом фальсификации результатов голосования[23].
- Утверждения о том, что Клинтон якобы несет ответственность за самоубийство Энтони Бурдена[24][25], с отсылками на теорию заговора о том, что якобы Клинтоны убивали людей[англ.][25]
- Ложные утверждения о том, что Джастин Трюдо якобы был внебрачным ребёнком Фиделя Кастро[10].
- Ложные утверждения о Всемирном экономическом форуме[26][27][28].